# Oxandra sessiliflora
Oxandra sessiliflora är en kirimojaväxtart som beskrevs av Robert Elias Fries. Oxandra sessiliflora ingår i släktet Oxandra och familjen kirimojaväxter. Inga underarter finns listade i Catalogue of Life.